# نیو آوبرن (مینه‌سوتا)
نیو آوبرن، مینه‌سوتا (به انگلیسی: New Auburn, Minnesota) یک شهر در ایالات متحده آمریکا است که در شهرستان سیبلی، مینه‌سوتا واقع شده‌است.

## خصوصیات
نیو آوبرن ۱٫۷۹ کیلومترمربع مساحت و ۴۵۶ نفر جمعیت دارد و ۳۰۷ متر بالاتر از سطح دریا واقع شده‌است.